# InfoBref
InfoBref est une infolettre quotidienne québécoise d'information sur l'actualité créée en 2020 par Patrick Pierra, à destination des entrepreneurs, des gestionnaires et des professionnels.

## Histoire
InfoBref a été annoncé en juin 2020 par Patrick Pierra, fondateur du site d'information Branchez-vous!,,. Sa première infolettre a été lancée en automne de la même année.
En 2021, plus de 4 000 personnes s'étaient abonnées à l'infolettre.
En 2022, l'infolettre comptait plus de 10 000 abonnés.
En octobre 2024, InfoBref revendiquait 25 000 abonnés à ses infolettres.

## Ligne éditoriale

### Fonctionnement
InfoBref est un média d'information généraliste qui publie une infolettre quotidienne, InfoBref Matin, du lundi au vendredi,, deux infolettres mensuelles (InfoBref Votre argent,, consacrée aux finances personnelles et à la consommation, agrémentée de chroniques, et InfoBref Pro Techno) et un balado quotidien, InfoBref actualité et affaires.

### Publications
Le média numérique québécois aborde principalement les thématiques affaires et finances, politique, technologie et actualité internationale. Il vise les entrepreneurs et les professionnels,.
InfoBref a pour objectif de synthétiser l'information, en fournissant un résumé de l'actualité importante,,.
Le média propose aussi des entrevues, de personnalités politiques, d'entrepreneurs ou d'experts. 
Les chroniques publiées dans ses infolettres mensuelles sont rédigées par des journalistes expérimentés tels que Fabien Major,, Olivier Schmouker, et Maxime Johnson,, (et, précédemment, Bernard Descôteaux et Alain McKenna).

### Partenariats
InfoBref figure dans les répertoires des médias de la Fédération professionnelle des journalistes du Québec et de Nos Médias Locaux. Le média numérique québécois a noué des partenariats avec des entreprises et des associations locales,.

## Organisation

### Forme juridique
InfoBref est édité par Invention Media, une entreprise d'édition en ligne indépendante.

## Modèle économique
Le modèle économique d'InfoBref repose sur la publicité et sur la gratuité.